# Egynyári seprence
Az egynyári seprence (Erigeron annuus) a fészkesvirágzatúak (Asterales) rendjébe, ezen belül az őszirózsafélék (Asteraceae) családjába tartozó faj.

## Származása, elterjedése
Észak-Amerika keleti részéről származik, de mára Európában, így hazánkban is elterjedt. Nyugat-Európában 1635-ben tűnt fel egy botanikus kertben, mint dísznövény. Mára Európa 150
legveszélyesebb invazív növénye között tartják számon (Szabó).

## Megjelenése, felépítése
50–100 cm magasra nő. Szára bogernyősen ágas dudvaszár. Alsó levelei széles lándzsásak, majdnem kerekdedek, durván fűrészesek, hirtelen nyélben keskenyedők, a felső levelek keskenyebbek, lándzsásak, ülők.
Összetett, sugaras szimmetrikus virágzata csöves és nyelves virágokból áll. A 15–20 mm széles virágok laza sátorozó bogernyőben nyílnak. A több sorban álló  pártát igen keskeny, fonalszerű sziromlevelek keretezik. Csöves virágai sárgák, a nyelvesek fehérek. A törzsváltozat nyelves virágai 7–10 mm hosszúak, rendszerint halványlilák, ibolyáspirosak vagy halványkékek. A fészekpikkelyek gyengén szőrösek.
Termése kaszat, a termés csúcsán bóbitával. A bóbita szőrei két sorban állnak, de a külső sor sertéi igen rövidek.

### Szaporodása
Gyors terjedésének egyik oka, hogy jellemzően ivartalanul szaporodik (az ivaros utódok ritkák). Egy-egy növény akár 10 000 vele genetikailag azonos klón magot is hozhat (Szabó).
Magvait a szél terjeszti.

## Életmódja, termőhelye
Amint erre neve is utal, egyéves növény. Őshazájában a füves rétek és a préri jellegzetes növénye. Hazánkban vízpartokon, töltéseken, vágásokban, ártéri ligetekben, gyomtársulásokban gyakori (Szabó).